# Engilbert II de Saint-Gall
Engilbert († 13 août 934) fut abbé du monastère bénédictin de Saint-Gall de 925 à 933.

## Vie
Engilbert ne peut pas être clairement identifié par les sources car plusieurs moines portent ce même nom dans le livre de profession de Saint-Gall. Entre 895 et 914 le nom d'Engilbert est donné à deux moines. Le plus jeune des deux peut avoir été l’abbé. Engilbert était peut être sous-diacre en 895. Il est possible qu’Engilbert rédigea 4 chartes entre 890 et 896. Son élection au rang d’abbé dû avoir lieu après le 21 septembre 925. Le 4 novembre 926, le roi de Germanie Henri l’Oiseleur reconnaît son élection et lui confirma l’immunité, le droit d’inquisition et d’élection.

## Actes
Alors qu'Engilbert était à la tête de l’abbatiat, eut lieu l'invasion Hongroise de 926. Grâce à ses actions préventives, le monastère et ses habitants ont pu être sauvé du pire. Par exemple, la bibliothèque fut évacuée sur l’île de Reichenau tandis que les habitants se sont repliés dans des fortifications. Engilbert et les moines de l’abbaye se sont réfugiés dans une place fortifiée sur la Sitter. L’histoire de la légende de Sainte Wiborada se joue avant et pendant ces invasions hongroises. Son successeur sera l'abbé Thieto.

## Liens
- Notice dans un dictionnaire ou une encyclopédie généraliste :   - Dictionnaire historique de la Suisse
- « Engilbert » dans le Dictionnaire historique de la Suisse en ligne.